# (5785) Fulton
(5785) Fulton es un asteroide perteneciente al cinturón de asteroides descubierto el 17 de marzo de 1991 por Eleanor F. Helin desde el Observatorio del Monte Palomar, Estados Unidos.

## Designación y nombre
Designado provisionalmente como 1991 FU. Fue nombrado Fulton en homenaje a Joseph A. Fulton, ingeniero de hardware especializado en dispositivos electromecánicos. A lo largo de los años, ayudó en la digitalización de las películas de Planet Crossing Asteroid Survey y las placas de Oschin Schmidt para la investigación del descubridor en planetas menores. Este nombramiento se realiza con motivo de la jubilación de Fulton después de 37 años de trabajo dedicado en el Laboratorio de Propulsión a Reacción.

## Características orbitales
Fulton está situado a una distancia media del Sol de 2,586 ua, pudiendo alejarse hasta 2,872 ua y acercarse hasta 2,300 ua. Su excentricidad es 0,110 y la inclinación orbital 12,66 grados. Emplea 1519,20 días en completar una órbita alrededor del Sol.

## Características físicas
La magnitud absoluta de Fulton es 12,9. 